# HMS Arab (1798)
Pour les autres navires du même nom, voir Brave et HMS Arab.

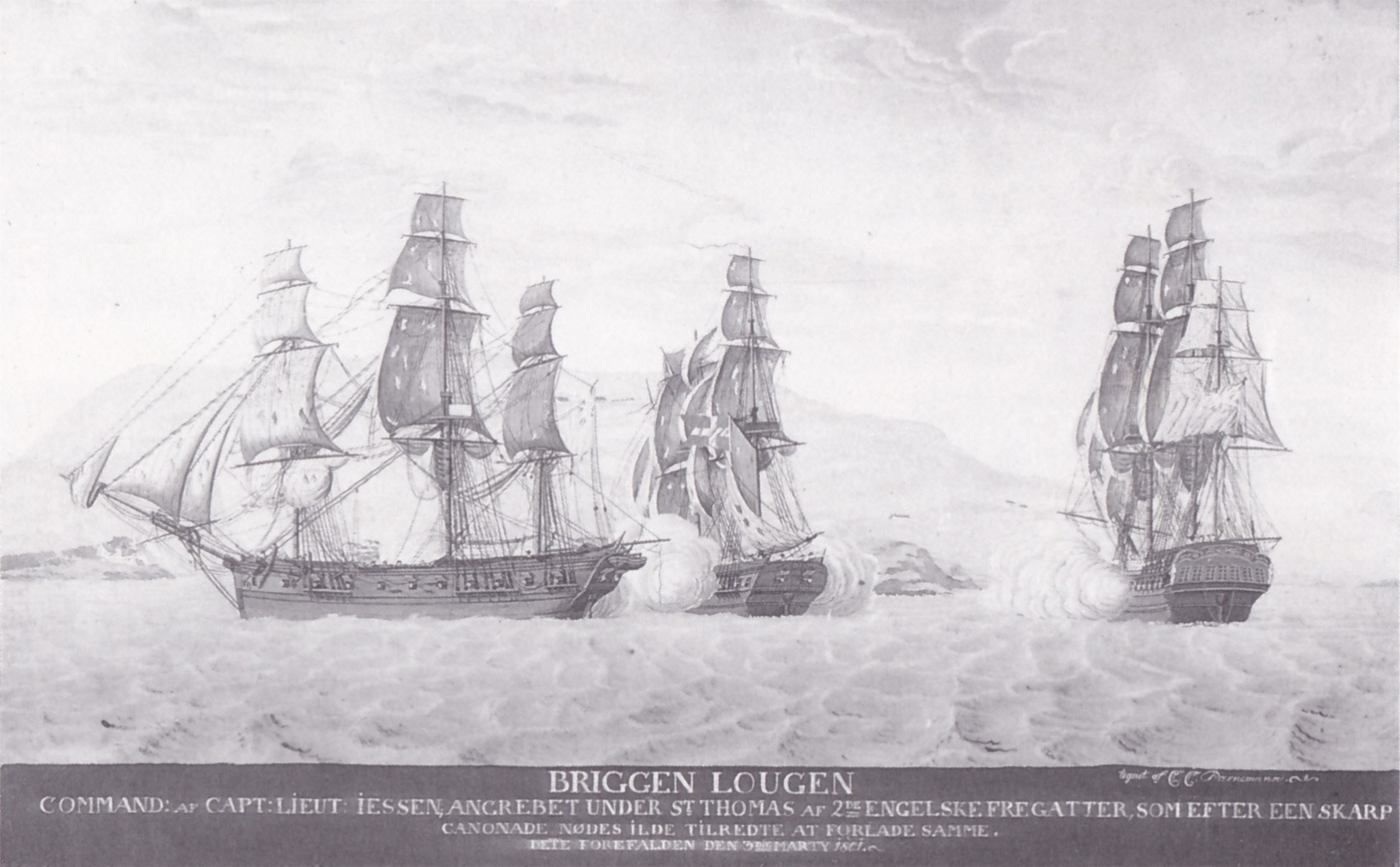
Le HMS Arab contre le Brig Danois Lougen, le 3 Mars 1801

Le HMS Arab est une frégate de 6e rang de 22 canons lancé à Nantes vers 1797 par la Marine française et capturé par la Royal Navy dès 1798. Il fut vendu pour démolition en 1810.

## Histoire
Lancé à Nantes vers 1797 sous le nom de Brave, le navire de 18 canons fit une courte carrière de corsaire avant d'être capturé en avril 1798 au sud de l'Irlande par la frégate britannique HMS Phoenix (en).
Rebaptisée HMS Arab et aménagée (ajout d'un pont et d'un gaillard), elle fut stationnée en Jamaïque à partir de 1799. En avril 1801, elle participa à la capture des îles Saint-Eustache et Saba.
En 1803, elle fut confiée au capitaine Thomas Cochrane qui considérait qu'elle naviguait « comme une botte de paille ». Il patrouilla d'abord en mer d'Irlande. En janvier 1804, il eut pour ordre de rejoindre Lord Keith qui faisait le blocus de Boulogne-sur-Mer pour empêcher le départ de l'armée des côtes de l'Océan du camp de Boulogne. Cochrane ne cessait de se plaindre de la mauvaise qualité et du mauvais état de son navire. Le 16 janvier 1804, elle entra en collision avec le brick Bloodhound et trois jours plus tard avec l’Abundance. Cochrane demanda une cour martiale pour se justifier mais elle lui fut refusée. Il arraisonna en février le navire américain Chatham entraînant une protestation de l'ambassadeur James Monroe et donc un incident diplomatique. Lord Keith l'envoya alors patrouiller les Orcades pour y protéger les pêcheurs,,.
En 1805, Cochrane obtint un autre navire et la HMS Arab passa à un autre capitaine, Keith Maxwell. Elle fut stationnée à la surveillance de Boulogne. L'année suivante, elle retourna dans les Antilles où tout l'équipage, sauf huit marins et le capitaine, contracta la fièvre jaune.